# Arrifana (Guarda)
Arrifana es una freguesia portuguesa del concelho de Guarda, con 17,16 km² de superficie y 735 habitantes (2008). Su densidad de población es de 42,8 hab/km².